# Herb powiatu radzyńskiego
Herb powiatu radzyńskiego – jeden z symboli powiatu radzyńskiego, autorstwa Krzysztofa Skupieńskiego i Dariusza Dessauera, ustanowiony 21 kwietnia 2005.

## Wygląd i symbolika
Herb przedstawia na tarczy w polu czerwonym niedźwiedzia kroczącego srebrnego z koroną na szyi i krzyżem podwójnym (półtrzeciakrzyż) złotym w łapach. Niedźwiedź nawiązuje do herbu Radzynia Podlaskiego, korona do herbu województwa lubelskiego, natomiast krzyż pochodzi z herbu Pilawa rodu Potockich.